# Premi Turia a la millor actriu porno europea
El Premi Turia a la Millor Actriu Porno Europea va ser un guardó atorgat anualment per la Cartelera Turia des de 1994 fins a 2011, en la gala dels Premis Turia. Aquesta categoria es dirigeix a les actrius de cinema porno de tot Europa, la carrera i la interpretació de la qual siguin dignes del guardó.

## Guardonats
| Any  | Guardonat         |
| ---- | ----------------- |
| 2011 | Dunia Montenegro. |
| 2010 | --                |
| 2009 | Olga Cabaeva      |
| 2008 | Salma de Nora     |
| 2007 | Tera Bond         |
| 2006 | Angelika Wild     |
| 2005 | Bámbola           |
| 2004 | UMA               |
| 2003 | Celia Blanco      |
| 2002 | Ursula Cavalcanti |
| 2001 | Zara Whites       |
| 2000 | Sophie Evans      |
| 1999 | Monica Roccaforte |
| 1998 | Joy Karin's       |
| 1997 | Sabina            |
| 1996 | Selen.            |
| 1995 | -                 |
| 1994 | Sarah Young       |